# Condado de Simpson (Misisipi)
El condado de Simpson (en inglés: Simpson County), fundado en 1824, es un condado del estado estadounidense de Misisipi. En el año 2000 tenía una población de 27.639 habitantes con una densidad poblacional de 18 personas por km². La sede del condado es Mendenhall.

## Geografía
Según la Oficina del Censo, el condado tiene un área total de 1531 km² (591,1 mi²), de la cual 1526 km² (589,2 mi²) es tierra y 5 km² (1,9 mi²) es agua.

## Demografía
En el 2000 la renta per cápita promedia del condado era de $ 28,343 y el ingreso promedio para una familia era de $32,797. El ingreso per cápita para el condado era de $13,344. En 2000 los hombres tenían un ingreso per cápita de $27,197 frente a $20,136 para las mujeres. Alrededor del 21.60% de la población estaba bajo el umbral de pobreza nacional.

## Condados adyacentes
- Condado de Rankin (norte)
- Condado de Smith (este)
- Condado de Covington (sureste)
- Condado de Jefferson Davis (sur)
- Condado de Lawrence (suroeste)
- Condado de Copiah (oeste)

## Localidades
Ciudades y pueblos
- Magee
- Mendenhall
- D'Lo
- Braxton

Áreas no incorporadas
- Harrisville
- Pinola
- Weathersby

## Principales carreteras
- U.S. Highway 49
- Carretera 13
- Carretera 28
- Carretera 43
- Carretera 149